# Flindersia maculosa
Flindersia maculosa är en vinruteväxtart som först beskrevs av Lindley, och fick sitt nu gällande namn av Ferdinand von Mueller. Flindersia maculosa ingår i släktet Flindersia och familjen vinruteväxter. Inga underarter finns listade i Catalogue of Life.